# Infecția Aku
„Infecția Aku” este al patruzeci și treilea episod al serialului de desene animate Samurai Jack.

## Subiect
Jack se luptă cu armata de gângănii robotice a lui Aku, printre niște ghețuri. Aku însuși supraveghează bătălia de pe o stâncă. Aku este bolnav, cuprins de un fel de viroză, și tușește necontenit. La un moment dat, o expectorație a sa este înghițită de Jack. Aku își ia zborul căci nu se simte apt pentru o confruntare cu Jack.
După bătălie, Jack suferă de frig, în plin viscol, și, așezându-se să se odihnească, i se pare că-și vede părinții, după care îl cuprinde somnul. Doi căutători de comori îl descoperă și îl transportă la locuința lor, unde îi acordă îngrijiri și îi arată rodul muncii lor: trei prețioase cristale. Unul din ei observă niște pete negre pe o palmă a lui Jack, pe care Jack, surprins, nu le poate îndepărta.
A doua zi, Jack își vede de drum. Deși furtuna a trecut, îi este în continuare neașteptat de frig. După un timp, își dă seama că are asupra lui punga cu cristalele, dar nu își aduce aminte cum a ajuns în posesia lui. Deodată, aude un strigăt de ajutor. Un omuleț atârnă în gol, suspendat în niște chingi de marginea unei prăpăstii. Jack vrea să-l ajute, dar în același timp mâna pătată, acum înnegrită complet, nu îi dă ascultare, iar Jack se surprinde cerând recompensă pentru salvarea bietului omuleț. În cele din urmă, acesta îi cere să-l lase în pace, văzând că în mâna lui Jack se află în pericol mai mare decât suspendat de un colț de stâncă.
Jack pleacă mai departe, tușind înfrigurat și cu o expresie răutăcioasă pe față. Petele negre i s-au întins și pe gât și îl mănâncă, iar mâna neagră are gheare ca ale lui Aku. Când ajunge la o localitate, are și un picior negru. Când se ciocnește cu un robot inofensiv pe stradă, îl somează să-i ceară scuze, dar robotul scoate niște sunete nearticulate, iar Jack, înfuriat, îl despică în două cu sabia.
Jack e din ce în ce mai vlăguit și uitându-se într-un poloboc cu apă, descoperă că jumătate din față a luat înfățișarea feței lui Aku, ba chiar uneori vorbește cu vocea lui Aku. Disperat, rupe cortul unei creaturi care se încălzea la foc înăuntru, se învelește cu pânza de cort ca și cu o pelerină și pornește către o mănăstire în căutare de ajutor.
Călugării, un fel de șopârle, îl primesc cu inima deschisă, dar deodată Jack își aruncă pelerina și iese la iveală faptul că Aku pusese stăpânire pe întregu-i corp, mai puțin un ochi. În mănăstire se află Piscina Convergenței, care formează un Portal Interdimensional, care l-ar putea ajuta pe Jack să se întoarcă acasă. Dar Jack este stăpânit de spiritul malefic al lui Aku și distruge Portalul, cu toată opoziția călugărilor. Maestrul îi sparge în nas un flacon cu o substanță volatilă și Jack leșină.
Călugării îl leagă pe Jack de mâini și de picioare, suspendându-l deasupra Piscinei. Maestrul nu îl poate ajuta mai mult, căci însuși Jack trebuie să se elibereze de Răul care-i curge prin vene, prin propria forță și puritatea spiritului său. Jack își amintește de sfaturile părinților și de ființele pe care le ajutase în călătoriile sale: câinii arheologi, blănoșii, trisarachinii, copiii salvați de muzica lui Aku, tribul care l-a învățat să sară bine, regele celor 300, cosmonauții, creatura albastră, șeful de trib african, războinicul viking, zâna eliberată din globul de cristal, Scoțianul, precum și de roboții pașnici pe care îi întâlnise.
Cu moralul ridicat, Jack sparge asediul Răului și își recapătă înfățișarea obișnuită. Călugării nu numai că îl iartă pentru prejudiciile aduse, dar îi și mulțumesc pentru că a învins Răul și astfel i-a salvat și pe ei de la distrugere.
Jack înapoiază cristalele celor doi căutători de comori care îl salvaseră din viscol.

## Inadvertențe
Infecția pare uneori să migreze dintr-o parte a corpului în cealaltă:
- mâna pătată este inițial stânga, dar la întâlnirea cu omulețul suspendat, este dreapta
- infecția îi cuprinsese partea dreaptă a feței, dar după ce își pune pelerina, își lasă descoperită doar partea dreaptă, care acum apare neafectată; când ajunge la mănăstire, are însă partea stângă descoperită și neafectată